# Galleo
Dans le monde de la tauromachie, le galleo est une passe de cape inventée   par le matador mexicain Luis Freg  et remise en vedette par Joselito.
Cette suerte porte encore le nom de « Galleando » quand elle désigne le matador en action.

## Description
Le torero jette la cape sur ses épaules et il se fait poursuivre par le taureau, la cape flottant derrière  lui, ou balancée sur les épaules avec un rythme très précis, ce qui oblige l'animal à zigzaguer pour suivre les volutes de l'étoffe.
Le galleo peut aussi s'exécuter de face, il ressemble alors à la mariposa, à la différence que la cape reste à la hauteur des épaules au lieu de descendre au niveau de la ceinture. Cette manœuvre porte alors le nom de suerte del bú.
La variante la plus prisée est celle qui s'exécute par derrière lorsque le matador se laisse poursuivre en zigzaguant et en remuant les bras pour secouer l'étoffe.

## Les matadors célèbres et le galleo
La première trace que l'on ait de cette manœuvre est dans La Tauromachie de Gustave Doré : la gravure illustre un galleo de Antonio Sánchez « El Tato ». Une photo très souvent reproduite montre le galleo de Gallito. Curro Guillén, les deux Frascuelos et le grand Paquiro étaient aussi des spécialistes de cette suerte que l'on voit ressurgir de nos jours grâce aux toreros qui ont fait leurs classes au Mexique. En particulier El Juli, qui n'avait pas le droit de toréer dans son pays à cause de son jeune âge, et qui a appris là-bas un très grand nombre de passe (corrida)passes de cape. Plus récemment, en 2019, Morante de la Puebla Del Rìo a ressuscité cette passe quelque peu oubliée, à la Maestranza de Séville, lors d'un quite.
On ne doit pas confondre le galleo avec le recorte qui consiste à jeter la cape tenue par une seule main d'avant en arrière et qui porte alors le nom de larga cordobesa, spécialité d'Antonio Ordóñez.